# Paweł Szatew
Paweł Poczew Szatew, bułg. Павел Поцев Шатев (ur. 15 lipca 1882 w Kratowie, zm. 30 stycznia 1951 w Bitoli) – bułgarski rewolucjonista, działacz anarchistyczny, członek lewicowego skrzydła Wewnętrznej Macedońsko-Adrianopolskiej Organizacji Rewolucyjnej (WMRO), później został lewicowym działaczem politycznym. Według historiografii macedońskiej był etnicznym Macedończykiem.

## Życiorys
Urodzony w Kratowie, w Imperium Osmańskim (obecnie Macedonia Północna), ukończył Bułgarskie Liceum Męskie w Salonikach. Początkowo brał udział w grupie, która planowała atak bombowy w Stambule. W 1900 policja osmańska aresztowała całą grupę, w tym Szatewa. W 1901 Więźniowie zostali deportowani do Bułgarii przez nacisk rządu bułgarskiego, gdzie skonsultowali się z członkami małej grupy anarchistycznej w Salonikach, która zgodziła się wysadzić lokalny oddział Banku Osmańskiego. Pod koniec kwietnia 1903 wraz z grupą młodych anarchistów z kręgu Gemidži rozpoczął kampanię zamachów terrorystycznych znaną jako zamachy w Salonikach w 1903 użył dynamitu, aby wysadzić francuski statek „Gwadalkiwir”, który opuszczał port w Salonikach. Został schwytany i skazany na śmierć, ale później jego wyrok ułaskawiono i resztę życia miał spędzić w Fezzan we współczesnej Libii.
W 1908 po rewolucji młodotureckiej, Szatew otrzymał amnestię, wyjechał do Bułgarii i ukończył prawo na Uniwersytecie w Sofii. W ciągu kilku następnych lat pracował jako nauczyciel i dziennikarz. W 1912 Szatew został nauczycielem w bułgarskim liceum męskim w Salonikach i był świadkiem jego zniszczenia przez wojska greckie 18 czerwca 1913 podczas drugiej wojny bałkańskiej. Brał udział jako żołnierz bułgarski w pierwszej wojnie światowej. W latach 20. Szatew został członkiem Macedońskiej Organizacji Federacyjnej, ale po zamachu stanu w 1923 wyemigrował z Sofii do Wiednia. Tutaj nawiązał kontakt z ambasadą sowiecką i został zwerbowany jako radziecki szpieg i działacz Kominternu. W 1925 Szatew był jednym z założycieli sponsorowanego przez Komintern Wewnętrznej Macedońskiej Organizacji Rewolucyjnej w Wiedniu, ale później przez słabe funkcjonowanie organizacji przeniósł się do Stambułu. Tam założył kolejną gałąź Wewnętrznej Macedońskiej Organizacji Rewolucyjnej. Na początku lat 30. wrócił do Bułgarii i pracował jako prawnik i publicysta. Po wybuchu II wojny światowej był zaangażowany w spisek komunistyczny. Uznano to za przestępstwo polityczne, został aresztowany w Sofii i skazany na 15 lat więzienia.
Po zakończeniu wojny Szatew został wypuszczony na wolność i uczestniczył w tworzeniu nowej Socjalistycznej Republiki Macedonii jako członek ASNOM. Został wybrany ministrem sprawiedliwości w pierwszym rządzie komunistycznym, a później został wiceprzewodniczącym Prezydium ASNOM. Po pierwszych wyborach do parlamentu Szatew został deputowanym. Niemniej jednak macedońskim aktywistom, którzy przybyli z Wewnętrznej Macedońskiej Organizacji Rewolucyjnej i Bułgarskiej Partii Komunistycznej, nigdy nie udało się pozbyć stronnictw bułgarofilskich.
Tymczasem od początku nowej Jugosławii władze organizowały częste czystki i procesy macedońskich komunistów i osób spoza partii oskarżonych o odstępstwo autonomistyczne. Wielu byłych lewicowych urzędników rządowych Wewnętrznej Macedońskiej Organizacji Rewolucyjnej zostało usuniętych ze swoich stanowisk, a następnie izolowanych, aresztowanych, więzionych lub straconych na podstawie różnych zarzutów, w tym za odchylenia pro-bułgarskie, żądanie większej niezależności Jugosłowiańskiej Macedonii, współpracy z Kominformem po kryzysie jugosłowiańskim w 1948. W 1946 Szatew napisał skargę do ambasady Bułgarii w Belgradzie, w której argumentował, że nowy język macedoński jest serbizowany, a używanie języka bułgarskiego jest zabronione w Macedonii. Domagał się interwencji lidera bułgarskiego Georgia Dymitrowa.
W 1948 całkowicie rozczarowany polityką nowych władz jugosłowiańskich, Szatew wraz z Panko Brashnarovem poskarżył się w listach do Józefa Stalina i Georgi Dimitrowa i poprosił o pomoc w utrzymaniu lepszych stosunków z Bułgarią i Związkiem Radzieckim. W rezultacie został skazany na rok więzienia za domniemane bułgarskie sympatie i anty-jugosłowiańskie poglądy. Następnie skazany na areszt domowy w Bitoli. 30 stycznia 1951 jego zwłoki znaleziono na oborniku w Bitoli.